# Aire d'attraction de Saint-Malo
L'aire d'attraction de Saint-Malo est un zonage d'étude défini par l'Insee pour caractériser l’influence de la commune de Saint-Malo sur les communes environnantes. Publiée en octobre 2020, elle se substitue à l'aire urbaine de Saint-Malo, qui comportait 15 communes dans le dernier zonage qui remontait à 2010.

## Définition
L'aire d'attraction d'une ville est composée d’un pôle, défini à partir de critères de population et d’emploi ainsi que d’une couronne constituée des communes dont au moins 15 % des actifs travaillent dans le pôle. Le pôle d’attraction constitue ainsi un point de convergence des déplacements domicile-travail,.

## Type et composition
L’aire d'attraction de Saint-Malo est une aire inter-départementale qui comporte 35 communes : 30 situées en Ille-et-Vilaine et 5 dans les Côtes-d'Armor (Lancieux, Langrolay-sur-Rance, Pleudihen-sur-Rance, Plouër-sur-Rance et Tréméreuc). 
Elle est catégorisée dans les aires de 50 000 à moins de 200 000 habitants.
Dans la région, la population est relativement peu concentrée dans les pôles. Ainsi, moins d’un tiers de la population y vit contre plus de la moitié au niveau national. C’est en particulier le cas pour l’aire d'attraction de Saint-Malo qui présente une population de 132 758 habitants localisés dans la région et dont 34,7 % résident dans le pôle.
En Bretagne, la population augmente de 0,6 % par an en moyenne entre 2007 et 2017 (+ 0,5 % en France). Pour l’aire de Saint-Malo, elle est de 0,4 %. Le nombre d’emplois présents dans l’aire d’attraction est de 51 647.

### Carte

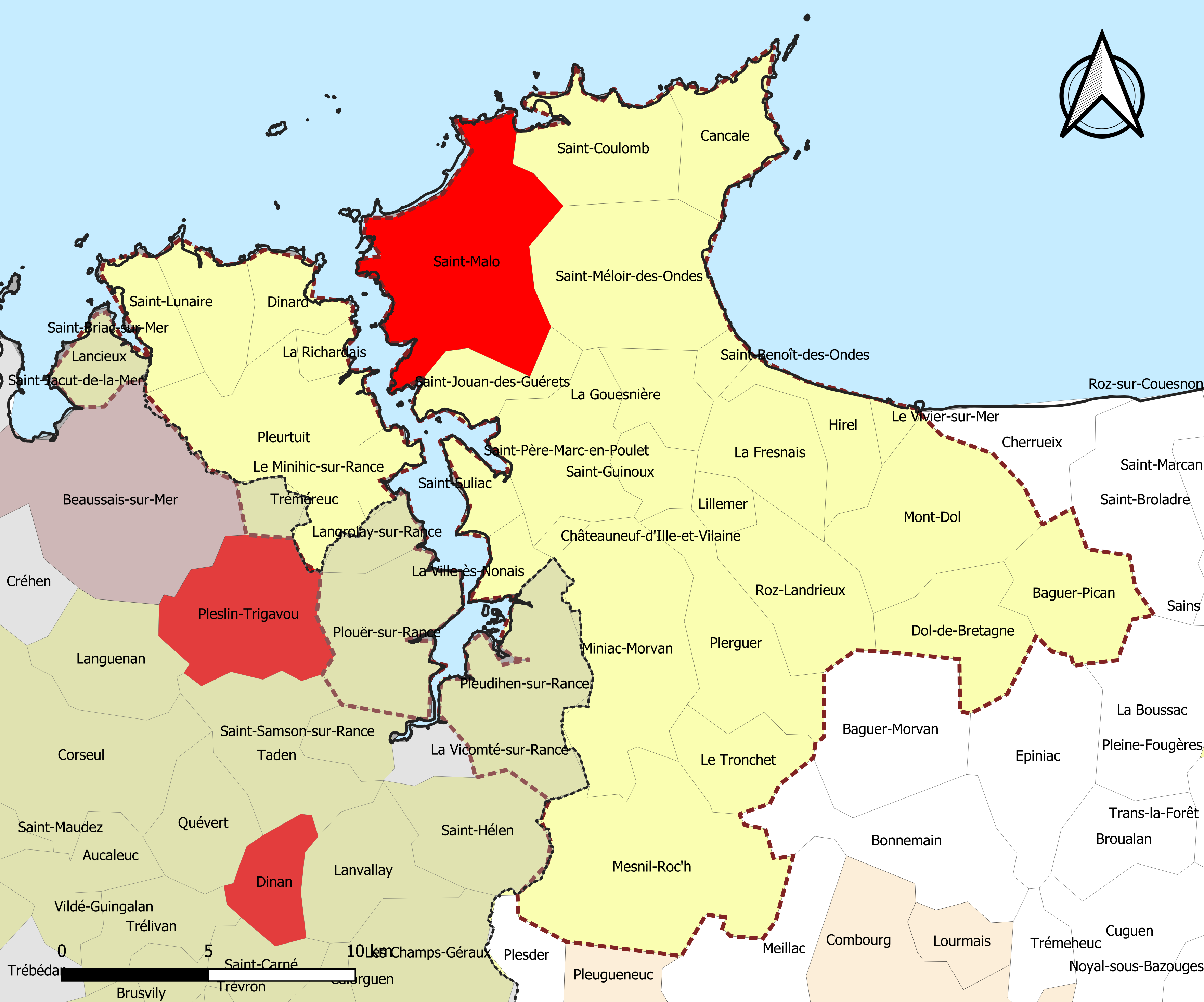
Carte de l'aire d'attraction de Saint-Malo.
Commune-centre
Commune de la couronne

### Composition communale
| Nom                           | Code Insee | Département     | Statut                 | Superficie (km2) | Population (dernière pop. légale) | Densité (hab./km2) | Modifier                                    |
| ----------------------------- | ---------- | --------------- | ---------------------- | ---------------- | --------------------------------- | ------------------ | ------------------------------------------- |
| Saint-Malo (commune-centre)   | 35288      | Ille-et-Vilaine | commune-centre         | 36,58            | 47 255 (2022)                     | 1 292              | modifier les données · modifier les données |
| Lancieux                      | 22094      | Côtes-d'Armor   | commune de la couronne | 6,69             | 1 602 (2022)                      | 239                | modifier les données · modifier les données |
| Langrolay-sur-Rance           | 22103      | Côtes-d'Armor   | commune de la couronne | 5,28             | 992 (2022)                        | 188                | modifier les données · modifier les données |
| Pleudihen-sur-Rance           | 22197      | Côtes-d'Armor   | commune de la couronne | 24,55            | 2 974 (2022)                      | 121                | modifier les données · modifier les données |
| Plouër-sur-Rance              | 22213      | Côtes-d'Armor   | commune de la couronne | 19,89            | 3 423 (2022)                      | 172                | modifier les données · modifier les données |
| Tréméreuc                     | 22368      | Côtes-d'Armor   | commune de la couronne | 4,15             | 728 (2022)                        | 175                | modifier les données · modifier les données |
| Baguer-Pican                  | 35010      | Ille-et-Vilaine | commune de la couronne | 15,63            | 1 764 (2022)                      | 113                | modifier les données · modifier les données |
| Cancale                       | 35049      | Ille-et-Vilaine | commune de la couronne | 12,61            | 5 554 (2022)                      | 440                | modifier les données · modifier les données |
| Châteauneuf-d'Ille-et-Vilaine | 35070      | Ille-et-Vilaine | commune de la couronne | 1,38             | 1 679 (2022)                      | 1 217              | modifier les données · modifier les données |
| Dinard                        | 35093      | Ille-et-Vilaine | commune de la couronne | 7,84             | 10 407 (2022)                     | 1 327              | modifier les données · modifier les données |
| Dol-de-Bretagne               | 35095      | Ille-et-Vilaine | commune de la couronne | 15,53            | 5 786 (2022)                      | 373                | modifier les données · modifier les données |
| La Fresnais                   | 35116      | Ille-et-Vilaine | commune de la couronne | 14,43            | 2 508 (2022)                      | 174                | modifier les données · modifier les données |
| La Gouesnière                 | 35122      | Ille-et-Vilaine | commune de la couronne | 8,74             | 2 000 (2022)                      | 229                | modifier les données · modifier les données |
| Hirel                         | 35132      | Ille-et-Vilaine | commune de la couronne | 9,85             | 1 384 (2022)                      | 141                | modifier les données · modifier les données |
| Lillemer                      | 35153      | Ille-et-Vilaine | commune de la couronne | 3,74             | 383 (2022)                        | 102                | modifier les données · modifier les données |
| Miniac-Morvan                 | 35179      | Ille-et-Vilaine | commune de la couronne | 31,03            | 4 379 (2022)                      | 141                | modifier les données · modifier les données |
| Le Minihic-sur-Rance          | 35181      | Ille-et-Vilaine | commune de la couronne | 3,91             | 1 499 (2022)                      | 383                | modifier les données · modifier les données |
| Mont-Dol                      | 35186      | Ille-et-Vilaine | commune de la couronne | 26,44            | 1 076 (2022)                      | 41                 | modifier les données · modifier les données |
| Plerguer                      | 35224      | Ille-et-Vilaine | commune de la couronne | 20,19            | 2 871 (2022)                      | 142                | modifier les données · modifier les données |
| Pleurtuit                     | 35228      | Ille-et-Vilaine | commune de la couronne | 29,67            | 7 064 (2022)                      | 238                | modifier les données · modifier les données |
| La Richardais                 | 35241      | Ille-et-Vilaine | commune de la couronne | 3,14             | 2 624 (2022)                      | 836                | modifier les données · modifier les données |
| Roz-Landrieux                 | 35246      | Ille-et-Vilaine | commune de la couronne | 18,10            | 1 376 (2022)                      | 76                 | modifier les données · modifier les données |
| Saint-Benoît-des-Ondes        | 35255      | Ille-et-Vilaine | commune de la couronne | 2,92             | 966 (2022)                        | 331                | modifier les données · modifier les données |
| Saint-Briac-sur-Mer           | 35256      | Ille-et-Vilaine | commune de la couronne | 8,06             | 2 228 (2022)                      | 276                | modifier les données · modifier les données |
| Saint-Coulomb                 | 35263      | Ille-et-Vilaine | commune de la couronne | 18,04            | 2 970 (2022)                      | 165                | modifier les données · modifier les données |
| Saint-Guinoux                 | 35279      | Ille-et-Vilaine | commune de la couronne | 6,37             | 1 247 (2022)                      | 196                | modifier les données · modifier les données |
| Saint-Jouan-des-Guérets       | 35284      | Ille-et-Vilaine | commune de la couronne | 9,24             | 2 816 (2022)                      | 305                | modifier les données · modifier les données |
| Saint-Lunaire                 | 35287      | Ille-et-Vilaine | commune de la couronne | 10,27            | 2 647 (2022)                      | 258                | modifier les données · modifier les données |
| Saint-Méloir-des-Ondes        | 35299      | Ille-et-Vilaine | commune de la couronne | 29,49            | 4 666 (2022)                      | 158                | modifier les données · modifier les données |
| Saint-Père-Marc-en-Poulet     | 35306      | Ille-et-Vilaine | commune de la couronne | 19,74            | 2 399 (2022)                      | 122                | modifier les données · modifier les données |
| Mesnil-Roc'h                  | 35308      | Ille-et-Vilaine | commune de la couronne | 41,16            | 4 457 (2022)                      | 108                | modifier les données · modifier les données |
| Saint-Suliac                  | 35314      | Ille-et-Vilaine | commune de la couronne | 5,46             | 977 (2022)                        | 179                | modifier les données · modifier les données |
| La Ville-ès-Nonais            | 35358      | Ille-et-Vilaine | commune de la couronne | 4,34             | 1 226 (2022)                      | 282                | modifier les données · modifier les données |
| Le Vivier-sur-Mer             | 35361      | Ille-et-Vilaine | commune de la couronne | 2,24             | 1 062 (2022)                      | 474                | modifier les données · modifier les données |
| Le Tronchet                   | 35362      | Ille-et-Vilaine | commune de la couronne | 11,35            | 1 204 (2022)                      | 106                | modifier les données · modifier les données |